# Tantilla shawi
Tantilla shawi – gatunek rzadkiego, zagrożonego wyginięciem węża z rodziny połozowatych (Colubridae). Endemit Meksyku.

## Systematyka
Łuskonośne te zalicza się do rodziny połozowatych, do której zaliczano je od dawna. Starsze źródła również umieszczają Tantilla w tej samej rodzinie Colubridae. Używają jednak dawniejszej polskojęzycznej nazwy wężowate czy też węże właściwe, poza tym Colubridae zaliczają do infrapodrzędu Caenophidia, czyli węży wyższych. W obrębie rodziny rodzaj Tantilla należy do podrodziny Colubrinae.

## Rozmieszczenie geograficzne
Tantilla shawi zamieszkuje Xilitla leżące w San Luis Potosí oraz San Antonio Ixtatetla na północnym zachodzie stanu Veracruz. Oba podane miejsca znajdują się na terenie Meksyku.
Zwierzę zamieszkuje las mglisty.

## Zagrożenia i ochrona
Jest to rzadki wąż. Zagraża mu głównie destrukcja środowiska naturalnego, spowodowana tworzeniem plantacji kawy.